# Монастырь Святого Христа Всеспасителя (Джуга)
Монастырь Святого Христа Всеспасителя (арм. Սուրբ Քրիստոս Ամենափրկիչ վանք - Сурб Кристос Аменапркич ванк) — армянский монастырь близ города Джульфа, на территории Нахичеванской АР Азербайджана. Монастырь находился на возвышенности, расположенной на краю так называемого «Ущелья Ветров». По данным CHW был полностью разрушен к 23 сентябрю 2003 года, что было запечатлено на спутниковом снимке QuickBird

## История
Первое здание монастыря - церковь, была построена в IX—X веках. Затем в 1271 году она была отреставрирована неким Ваграмом.
Комплекс монастыря Всеспасителя состоит из маленькой центрально-купольной церкви, притвора, трапезной, одноэтажных и двухэтажных производственных и подсобных помещений, окруженных крепостной стеной. По состоянию на 1984 год монастырский комплекс находился в полуразрушенном состоянии. Современное положение монастыря неизвестно, хотя высказываются версии о том, что его постигла такая же судьба, как армянское кладбище из хачкаров.